# Camptopteromyia lanata
Camptopteromyia lanata är en tvåvingeart som beskrevs av James 1962. Camptopteromyia lanata ingår i släktet Camptopteromyia och familjen vapenflugor. Inga underarter finns listade i Catalogue of Life.